# Vanod
Vanod o Wanod fou un estat tributari protegit, a l'agència de Kathiawar, prant de Jhalawar, presidència de Bombai. Estava format per vuit pobles amb un únic propietari tributari. La superfície era de 150 km² i la població el 1881 de 6.766 habitants. Els ingressos s'estimaven en 1.210 lliures i el tribut es pagava al govern britànic i pujava a 195,6 lliures.